# Carga de hundimiento
La carga de hundimiento de una cimentación es la carga aplicada a partir de la cual las tensiones en el terreno sobrepasan la capacidad portante del terreno produciéndose un fallo en el asentamiento o estabilidad de la cimentación que eventualmente puede causar el colapso total o parcial de la estructura.
Dependiendo de la rigidez del terreno, este hundimiento será lento o rápido, localizado o distribuido, etc.

## Hundimiento de una zapata
El hundimiento de una zapata se produce cuando en algún punto la tensión máxima sobre el terreno supera la capacidad portante del terreno. Dicha tensión máxima depende del momento flector (M) y el esfuerzo axial (N) existentes en la base del pilar al que sirve de apoyo la zapata. Dicha tensión máxima para el caso de flexión no esviada puede calcularse mediante las siguientes fórmulas:

{\displaystyle \sigma _{max}={\begin{cases}(1+6\eta ){\cfrac {N}{A}}&\eta <1/6\\{\cfrac {4}{3(1-2\eta )}}{\cfrac {N}{A}}&1/6\leq \eta \leq 1/2\end{cases}}}

Donde:
{\displaystyle N\,} es el esfuerzo axil o carga vertical sobre la zapata.
{\displaystyle A\,} es el área de la base de la zapata.
{\displaystyle \eta =M/aN\,} es la excentricidad de la carga vertical.
{\displaystyle M\,} es el momento flector respecto al centro de la zapata.
{\displaystyle A\,} es la dimensión máxima lineal máxima de la zapata.
Cuando dicha tensión supera cierta tensión relacionada con la tensión admisible sobre el terreno se produce en hundimiento (total o parcial) de la zapata, cosa que puede producir colapso total o parcial de la estructura que se sustenta sobre la zapata.

## Hundimiento de un pilote
Un pilote se hunde en el terreno cuando se rebasa la resistencia combinada del estrato inferior de apoyo del pilote (si éste no es flotante) y los estratos superiores que producen rozamiento sobre la superficie del pilote. Una fórmula práctica para calcular la carga resistible antes del hundimiento {\displaystyle N_{u}\,} es la siguiente:

{\displaystyle N_{u}=\mu L_{p}\left(q_{0}H+{\frac {\rho gH}{2}}\right)\geq N_{d}}

Donde:
{\displaystyle \mu \,} es el coeficiente de rozamiento del terreno.
{\displaystyle L_{p}\,} longitud del perímetro de la sección transversal del pilote, si el pilote es circular {\displaystyle L_{p}=\pi \varnothing }
{\displaystyle q_{0}\,} carga existente sobre el terreno, si existe o si el encepado está a gran profundidad.
{\displaystyle \rho g\,}, peso específico del terreno (densidad · aceleración de la gravedad).
{\displaystyle H\,}, altura del pilote.
{\displaystyle N_{d}\,} carga de diseño existente sobre el pilote.
La fórmula anterior ignora la resistencia de punta, por lo que si el pilote en su extremo inferior está apoyado por un estrato resistente sería:

{\displaystyle N_{u}=\mu L_{p}\left(q_{0}H+{\frac {\rho gH}{2}}\right)+\sigma _{t}A_{p}\geq N_{d}}

Donde:
{\displaystyle A_{p}}, sería el área transversal del pilote.
{\displaystyle \sigma _{t}}, la tensión admisible sobre el estrato de apoyo.

## Punzonado de un estrato
Este caso viene dado por la expresión de Hanna. Para una cimentación rectangular, de dimensiones {\displaystyle b\times L} la expresión de Hanna predice que habrá punzonamiento del estrato superior con hundimiento en el estrato inferior cuando la presión máxima sobre terreno supere el valor:

{\displaystyle \sigma _{ap}=\sigma _{inf}+\gamma h^{2}\left(1+{\frac {2d}{h}}\right)K\left({\frac {1}{b}}+{\frac {1}{L}}\right)\tan \varphi -\gamma h}

Donde:
{\displaystyle \sigma _{ap}\,} es la presión sobre el estato de apoyo.
{\displaystyle \sigma _{inf}\,} es la presión sobre la superficie del estrato inferior al de apoyo.
{\displaystyle h,d(<h)\,}, son respectivamente el espesor del estrato de apoyo y la profundidad de la base de la cimentación.
{\displaystyle K\,} es el coeficiente de empuje lateral.
{\displaystyle \varphi } es el ángulo de rozamiento interno del estrato de apoyo.
- Datos: Q8263217